# Jānis Fabriciuss
Jānis Fabriciuss (en letón: Jānis Fabriciuss; en ruso: Ян Фрицевич Фабрициус, Jan Fritsevich Fabritsius); Elekas, gobernación de Curlandia, Imperio ruso, 14 (26) de junio de 1877-Sochi, Unión Soviética, 24 de agosto de 1929 fue un comisario y comandante soviético letón del Ejército Rojo de Obreros y Campesinos, que participó en la Guerra civil rusa.

## Biografía
Nació el 14 (26) de junio de 1877 en Elekas, en el uyedz de Vindava de la gobernación de Curlandia del Imperio ruso (actual municipalidad de Ventspils, en Letonia). En 1894 se graduó del gimnasio (escuela secundaria). Tras realizar el servicio militar, comenzó a trabajar en una fábrica de ingeniería mecánica de Riga en 1901. Ingresó en el Partido Obrero Socialdemócrata de Rusia. Por sus actividades revolucionarias fue sentenciado a cuatro años de trabajos forzados en Yakutia.
En 1916 fue reclutado para servir en el ejército en la Primera Guerra Mundial. En 1917 era suboficial starshiná del 1.er Regimiento de Fusileros Letones. En octubre de ese año es nombrado presidente del comité del cuerpo. Desde enero de 1918 es miembro del Comité Ejecutivo Central de Todas Las Rusias. Ese año sería designado comandante del uyezd de Gdov, comisario militar de la región Gdov-Toróshino, presidente del Comité Militar Revolucionario del uyedz de Pskov. Se distinguió en el combate contra los intervencionistas alemanes y las fuerzas rebeldes de Bułak-Bałachowicz. A finales de 1918 y 1919 es comisario de la 2.ª División de Fusileros de Nóvgorod en la liberación de Letonia. En febrero de 1919 es nombrado comisario militar de la 10.ª División de Fusileros en los combates en Estonia. En agosto de ese año es nombrado jefe de la defensa de la región de Livny y Yelets contra la caballería de Mámontov, que actuaba en el interior del territorio soviético. En octubre fue nombrado comandante de la 48.ª Brigada de la 16.ª División de Fusileros del 8.º Ejército del RKKA, tomando parte en los combates que supusieron la derrota de Antón Denikin y en la guerra polaco-soviética (1919-1920).
Delegado al X Congreso del Partido en 1921, participó en la represión de la rebelión de Kronstadt. Entre 1922 y 1923, fue director de la Escuela Militar de la Comunidad Bielorrusa de Minsk. En 1923 fue nombrado comandante de la 2.ª (9.ª) División de Fusileros del Don. En enero de 1924 se hace cargo del 17.º Cuerpo de Fusileros en la RSS de Ucrania, que formaba parte del Distrito Militar Ucraniano. En 1927 fue escogido miembro del Comité Central del Partido Comunista de la Unión Soviética. Entre ese año y el siguiente sirvió como comandante del 4.º Cuerpo de Fusileros de Vítebsk, cargo tras el que sería trasladado como ayudante del comandante del Ejército del Cáucaso y condecorado con la Orden de la Bandera Roja, la mayor distinción soviética del momento.
Murió ahogado participando en el rescate de los supervivientes del accidente de un avión en el mar en los alrededores de Sochi el 24 de agosto de 1929.

## Condecoraciones y homenaje
- Cuatro Órdenes de la Bandera Roja.
- Arma de Honor de la Revolución

Su nombre se halla en calles del Distrito Yúzhnoye Túshino y del Distrito de Administración del Noroeste de Moscú, de Minsk,  de Polotsk, de Pskov, de Lípetsk, de Yelets, de Sochi, de Vínnitsa, de Névelsk, de Járkov, de Luga, de Donetsk, de Makiivka, y de Temriuk. En tiempos soviéticos su nombre lo llevaban asimismo calles de muchas de las ciudades de la República Socialista Soviética de Letonia. El Sanatorio del Ministerio de Defensa de la Federación Rusa en Sochi lleva su nombre. Se conservan monumentos a Fabriciuss en Ventspils y Gdov. Su nombre lo llevaba en época soviética la Escuela Superior de Ingeniería Aeronáutica Militar de Daugavpils, un buque de transporte en el río Dniéper y un transporte que fue hundido en los alrededores de Bolshói Utrish en la Gran Guerra Patria. En 1963 se emitió un sello postal de la URSS en homenaje a Fabriciuss.